# Microchilo fulvosignalis
Microchilo fulvosignalis là một loài bướm đêm trong họ Crambidae.